# Convento de Santa Clara (Sevilla)
El convento de Santa Clara de Sevilla, también conocido como Real Monasterio de Santa Clara, es un edificio ubicado en la calle de Santa Clara de la ciudad de Sevilla, en la comunidad autónoma de Andalucía, España. En la actualidad es utilizado con fines culturales por el Ayuntamiento de Sevilla, aunque hasta finales del siglo XX estuvo destinado al culto católico, constituyendo sus dependencias un convento de religiosas clarisas de clausura.

## Historia
Fue fundado en 1289, por el rey Sancho IV de Castilla, y levantado reutilizando un antiguo palacio perteneciente a su tío, el infante Fadrique de Castilla. El complejo conventual fue construido entre los siglos XVI y XVII. Para ello se reutilizó y transformó el palacio, una construcción mudéjar levantada tras la conquista cristiana de la ciudad, y de la que se conserva más visible la denominada Torre de Don Fadrique, de factura gótica, que, realizada en sillería, es un ejemplo único en la ciudad, además arqueológicamente se han documentado estancias del palacio reutilizadas.
Los principales espacios del convento son la iglesia, el refectorio, el claustro mayor en estilo renacentista, cocinas, dormitorios, enfermería y la estancia que ocupaba la antigua iglesia conventual, que fue reutilizada como cementerio. La construcción de la iglesia se inició en el siglo XV 
y fue reformada por los arquitectos Juan de Oviedo y Miguel de Zumárraga entre 1620 y 1622, revistiendo sus paramentos interiores, incorporando el pórtico lateral y la espadaña.  

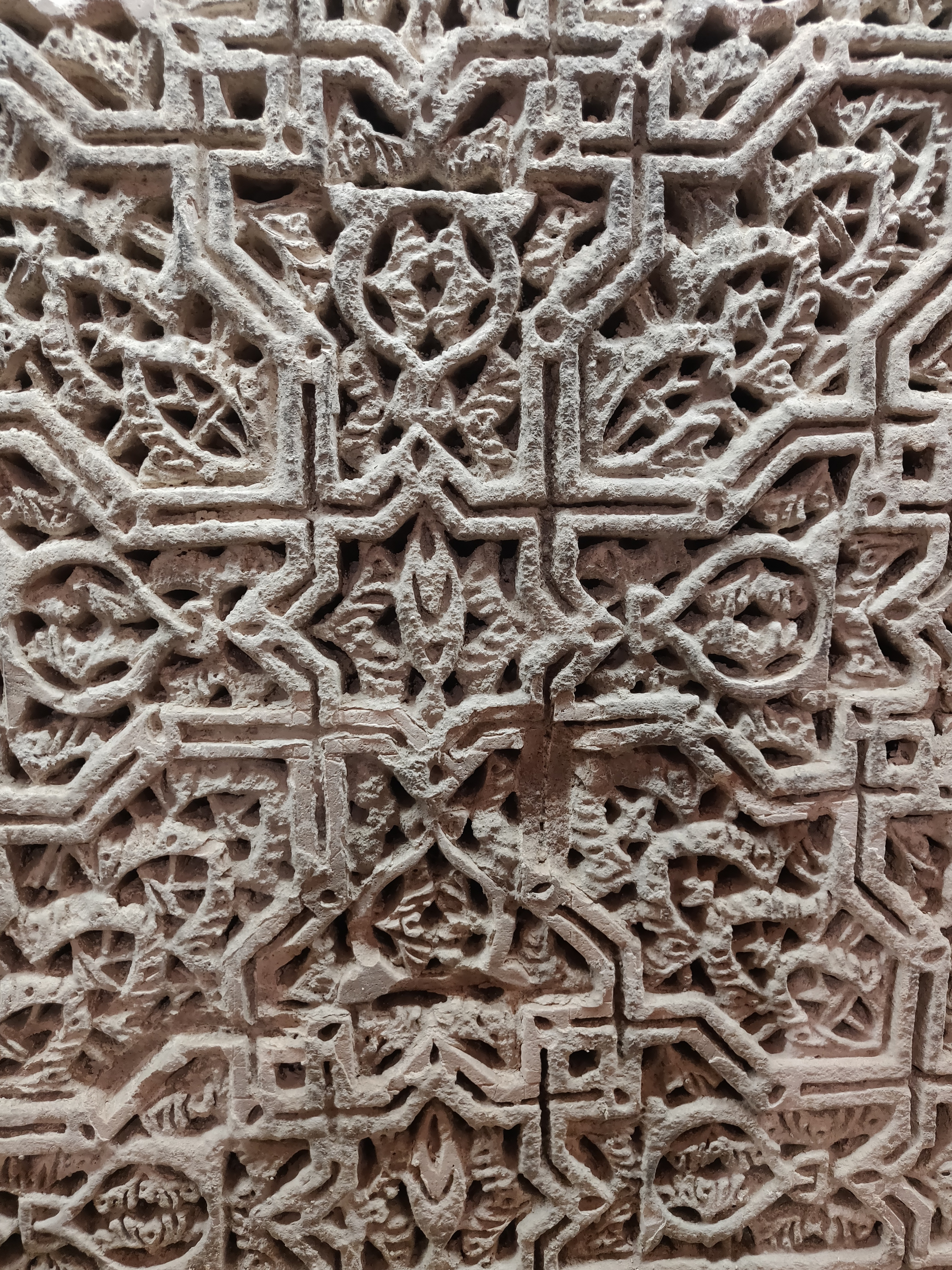
Fragmento del friso de yesería del descubierto durante el proceso de restauración.

A partir del año 2000, el convento y su iglesia han sido sometidos a un proceso de rehabilitación, durante el mismo se han descubierto importantes restos del palacio de Don Fadrique, entre ellos un fragmento del siglo XIII del friso de yesería del antiguo palacio que se compone de bandas epigráficas flanqueando una cenefa central de lacería, el friso estaba oculto en un muro del actual coro. El palacio de Don Fadrique fue uno de los primeros edificios construidos en la ciudad tras la reconquista y una de las obras más antiguas de la arquitectura mudéjar. Durante el proceso de restauración se detectaron diferentes enterramientos que fueron trasladados a otro lugar.
El convento conserva gran parte de sus azulejos originales, sin embargo, algunos de ellos se encuentran expuestos en diferentes museos, entre ellos el Museo de Victoria y Alberto de Londres,  el Centro de Arte Mudéjar de Sevilla. y el Museo de la Cerámica de Triana. El pórtico de la basílica de la Macarena, proyectado por el arquitecto Aurelio Gómez Millán fechado en 1949, toma como modelo de su diseño el acceso a la iglesia de Santa Clara.[cita requerida]

## Claustro

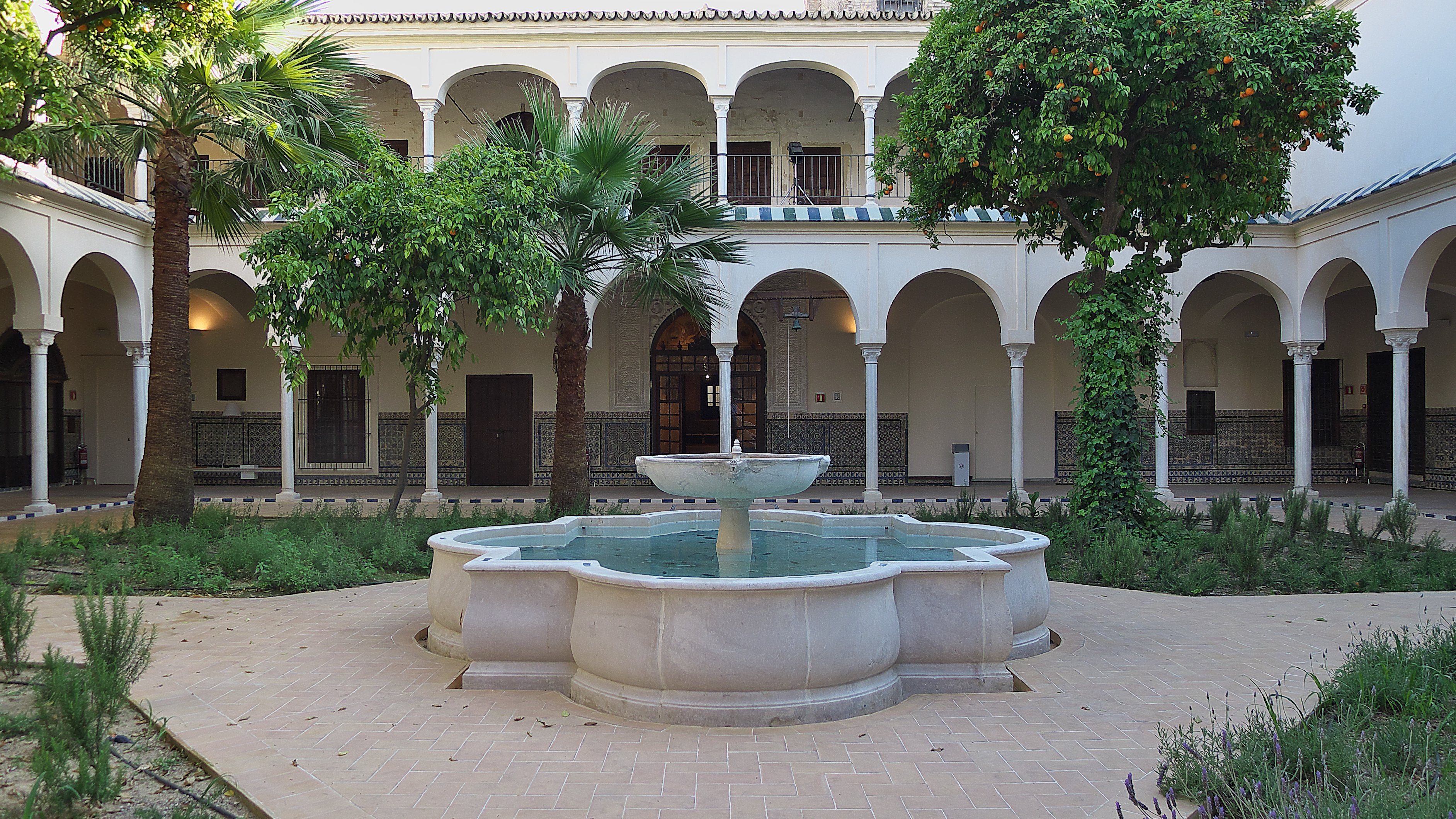
Patio del claustro principal

El claustro renacentista esta fechado en 1532, es de planta cuadrada y tiene dos cuerpos de altura, se estructura con arquerias sustentadas sobre columnas de mármol. En la planta baja las paredes están cubiertas por paños de azulejos de arista del siglo XVI realizados por los talleres de Diego Polido y su hijo Juan Polido, las techumbres están formadas por azulejos de dos por tabla, también del siglo XVI, apoyados sobre viguetas de madera. El patio, de forma cuadrada y 25 metros de lado tiene zonas ajardinadas y en su centro una fuente de mármol blanco con pilón y taza. En las galerías situadas alrededor del claustro se disponen diversas dependencias, entre ellas el despacho de la abadesa, enfermería, provisoría, celdas, refectorio y escalera principal.

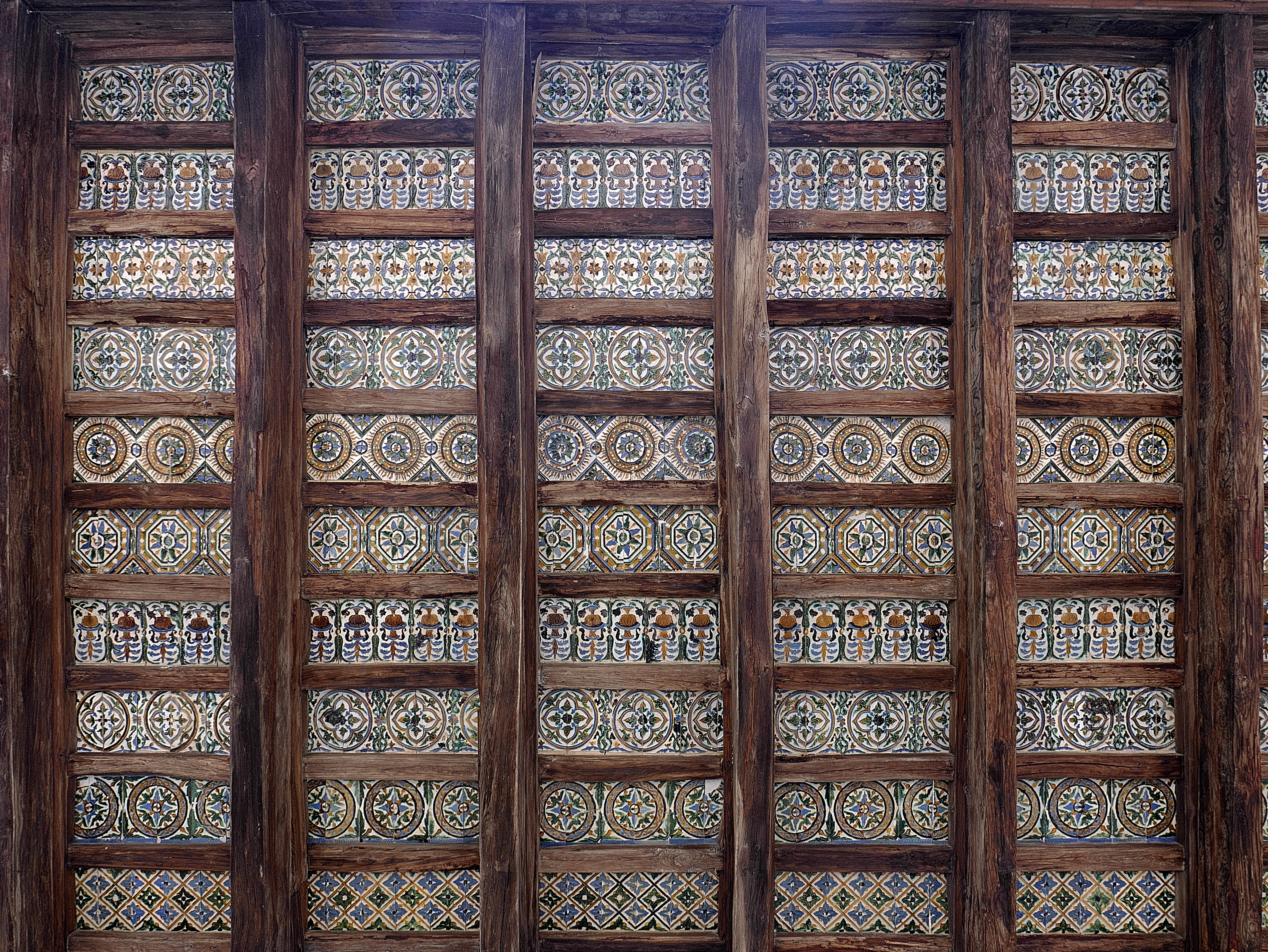
Azulejos de dos por tabla en las galerías del claustro.

## Refectorio

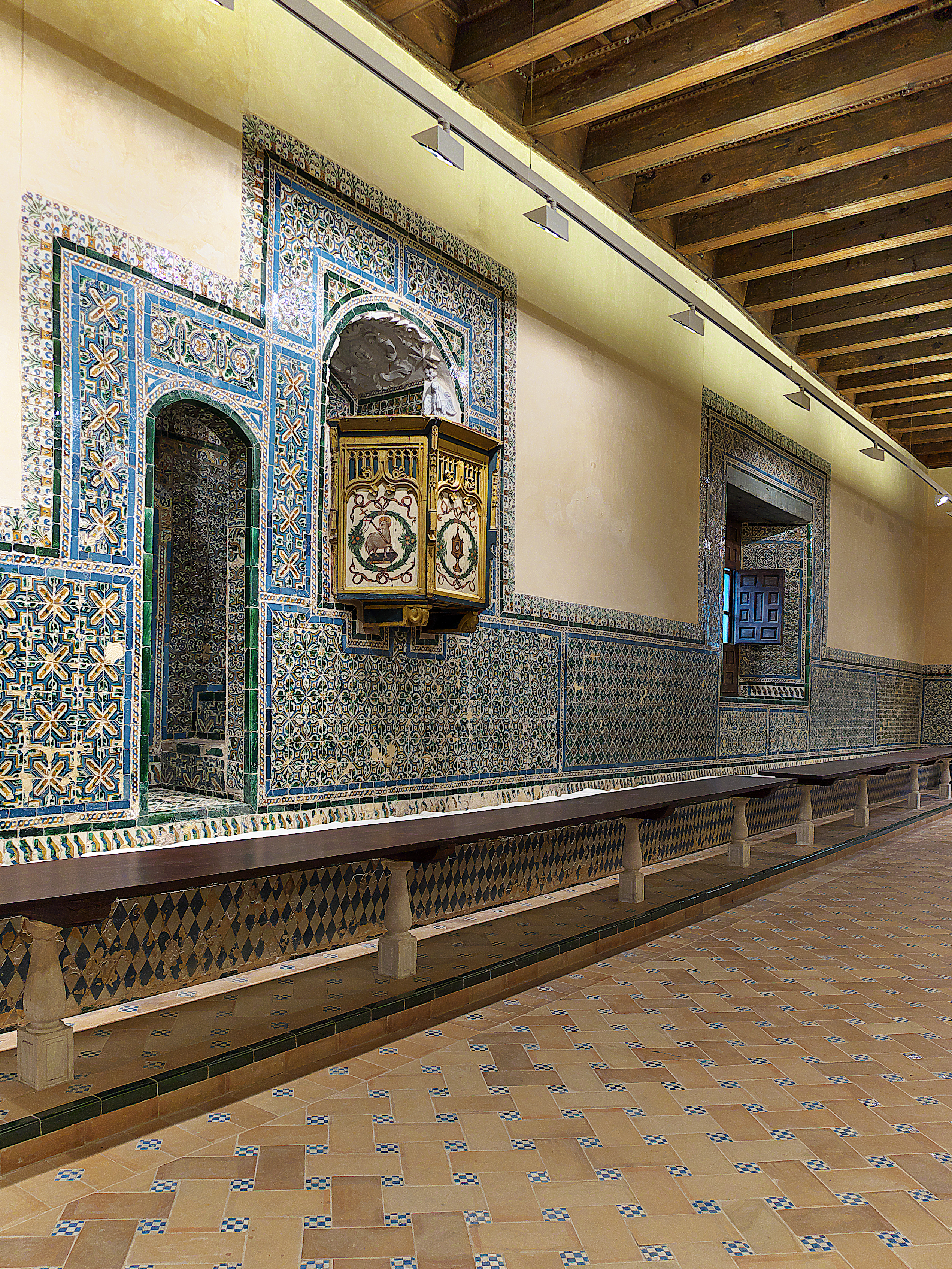
Refectorio y púlpito

El refectorio es la sala que estaba destinada a comedor de las monjas, tiene cabida para 65 religiosas, es un salón rectangular de 26x6 metros, cubierto por entablado de alfarje del siglo XVI, se accede al mismo a través de una antesala más pequeña llamada Sala de Profundis, espacio conventual dedicado a la oración antes de la toma de alimentos. Los muros del refectorio están cubiertos por paños de azulejos renacentistas de arista con diferentes motivos, mediante una escalera se accede al púlpito que está decorado con símbolos franciscanos y santos de la Orden. En el dintel de la puerta de entrada se han descubierto durante el proceso de restauración pinturas en las que se representa la cruz de Malta y el cordero místico con banderola, un cuervo y la cabeza de una paloma.

## Iglesia

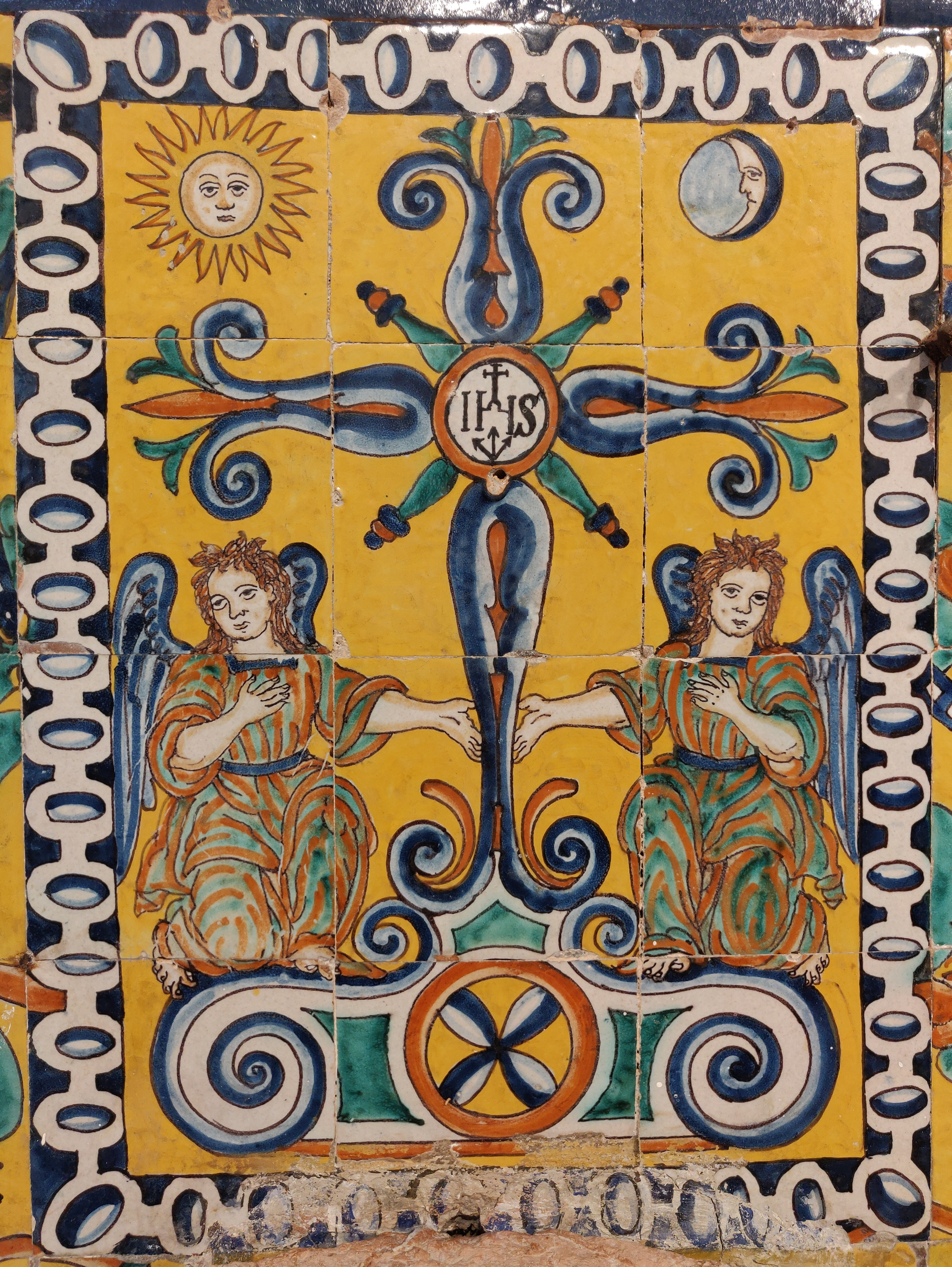
Azulejos del de Hernando de Valladares, situados sobre la pila de agua bendita, se representa una cruz flanqueada por dos ángeles, el Sol y la Luna.

Su construcción se inició en el siglo  XV y es de estilo gótico-mudéjar. Dispone de un bello pórtico que fue realizado alrededor de 1622 siguiendo un diseño de Juan de Oviedo y Miguel de Zumárraga. El interior está formado por una nave única cubierta por techo mudéjar, con cabecera de forma poligonal sobre la que se levanta una bóveda de crucería gótica.

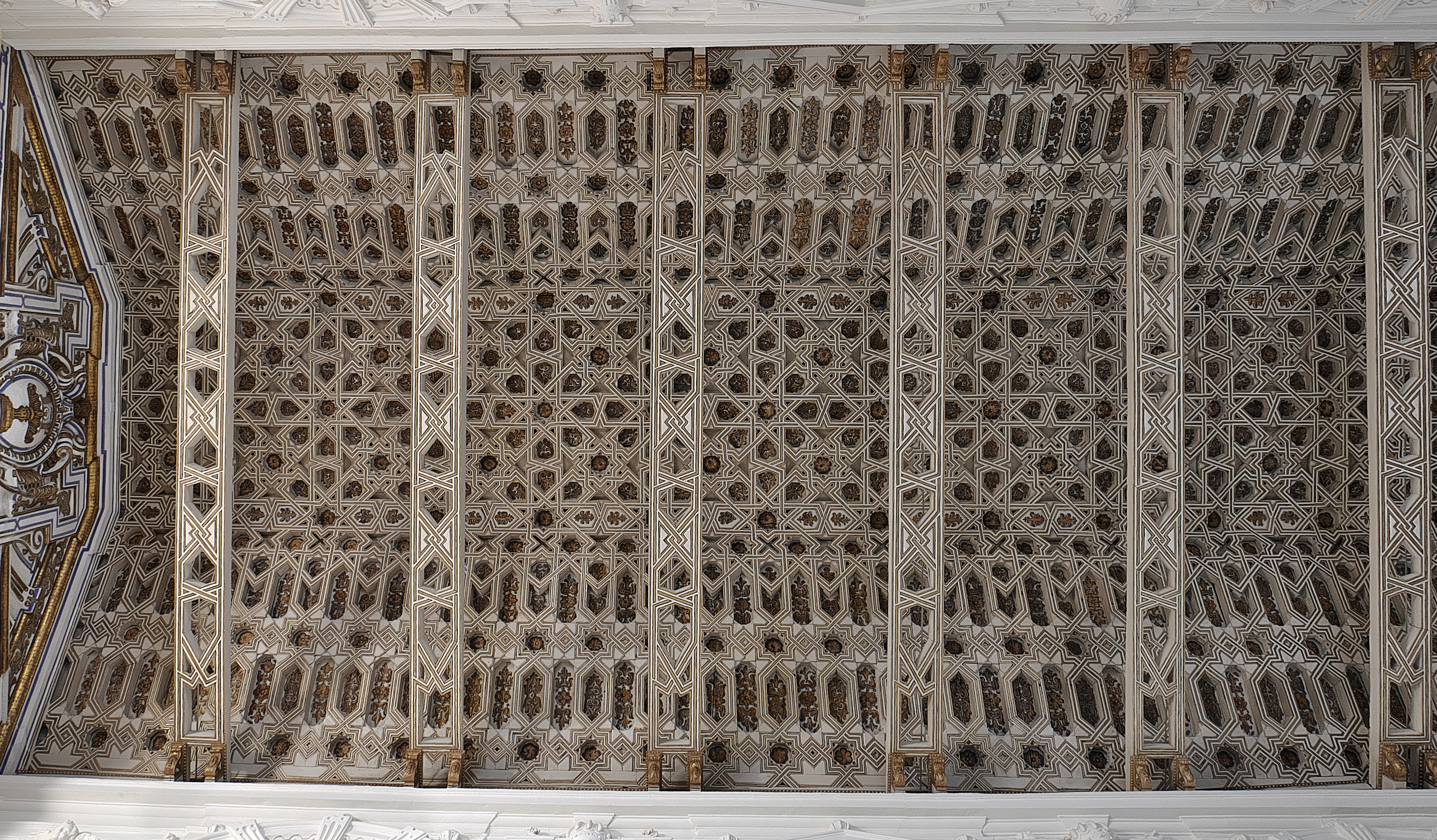
Techo mudéjar.

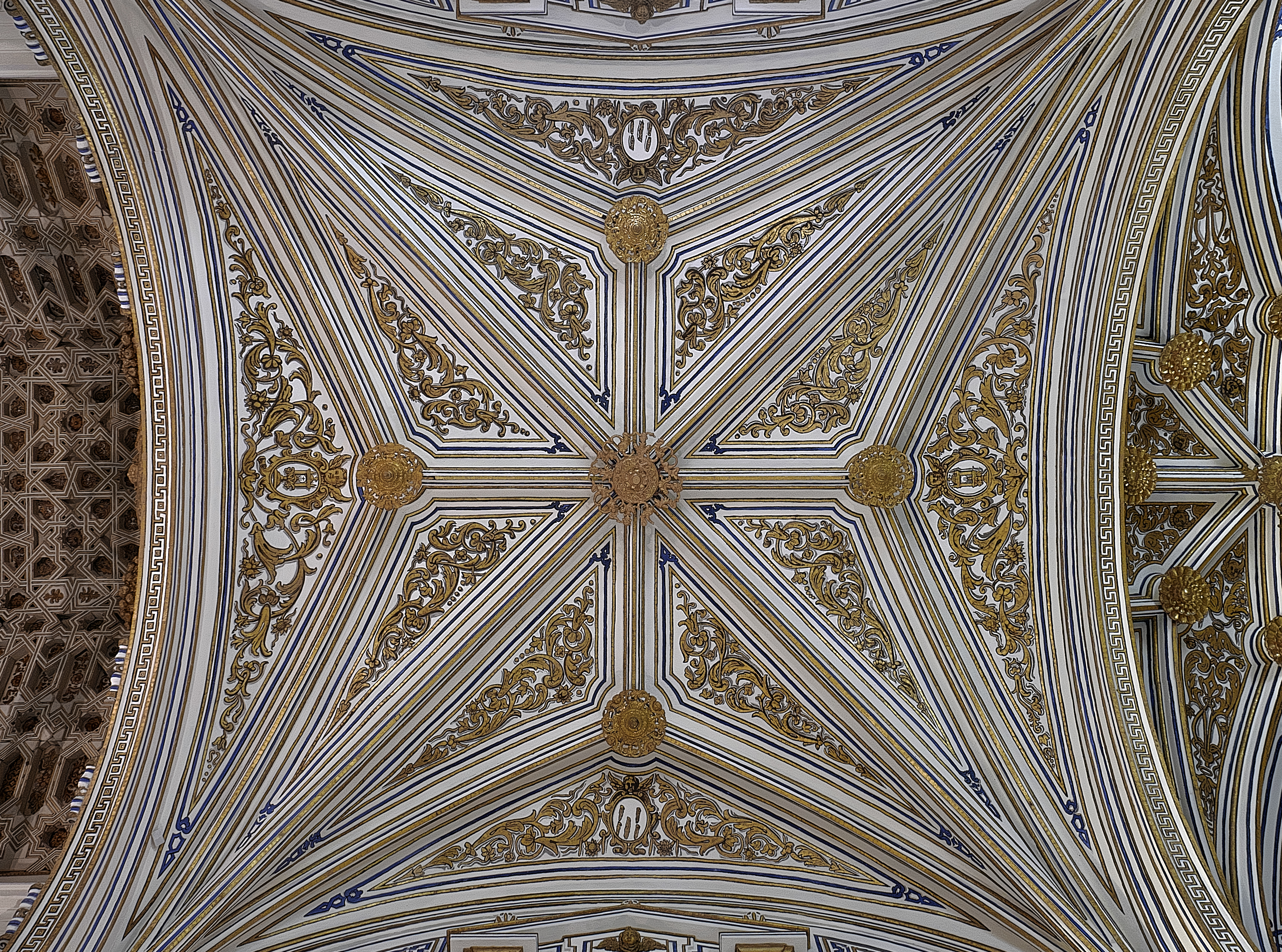
Bóveda de crucería gótica.

Los muros están cubiertos por espléndidos paños de azulejos realizados entre 1575 y 1622 por Alonso García y Hernando de Valladares, en algunos espacios existen también azulejos de tema único del siglo  XVIII. Los retablos fueron realizados por Martínez Montañés y miembros de su taller, el retablo mayor está dedicado a Santa Clara que se encuentra representada en la hornacina central, los cuatro retablos laterales están dedicados a San Francisco, San Juan Bautista, la Inmaculada y San Juan Evangelista. El recinto dispone de un coro bajo y un coro alto en los que puede contemplarse la sillería y el facistol que son obra de Diego López Bueno fechada en 1594.

### Retablo mayor

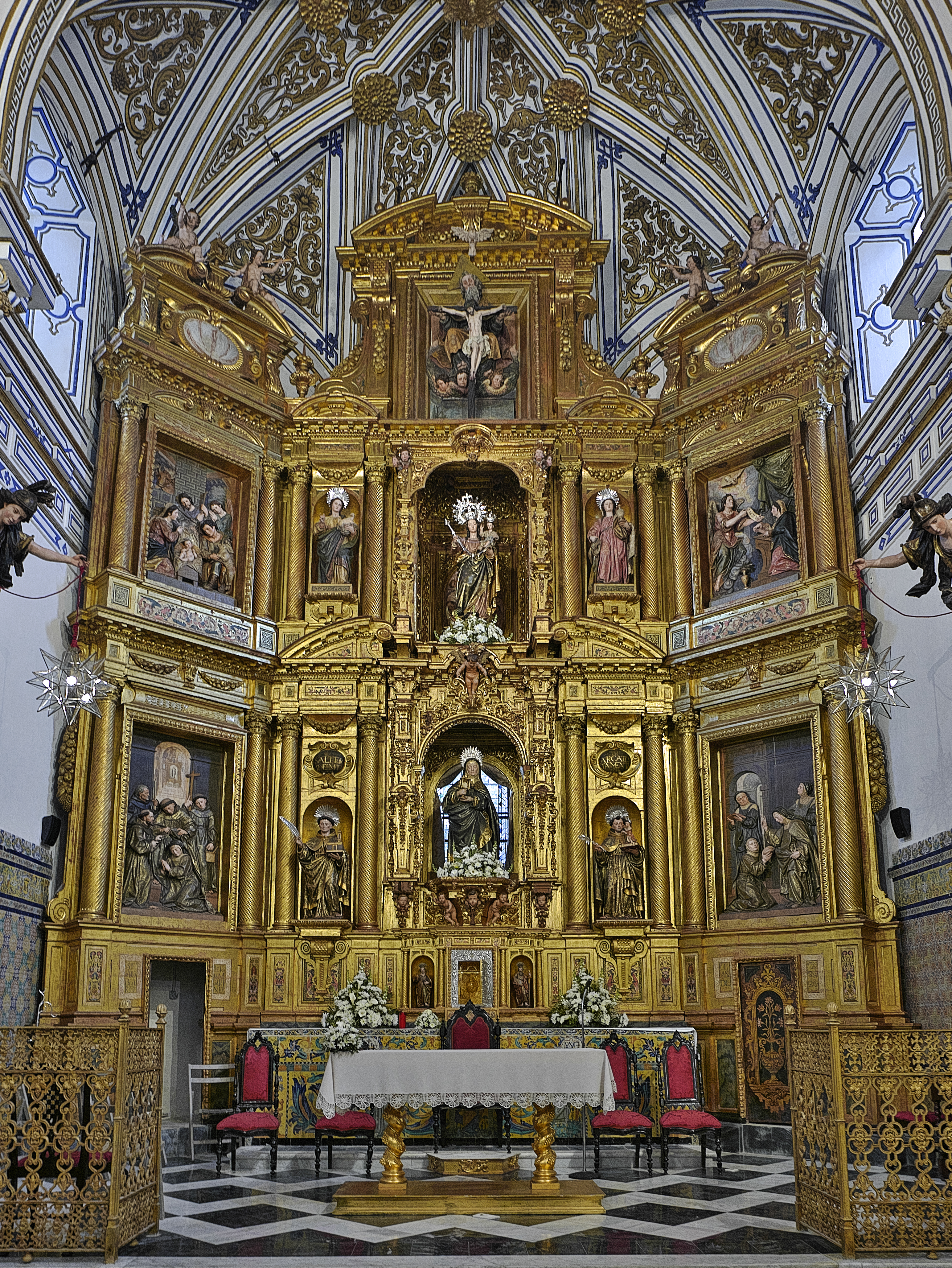
Retablo mayor, Juan Martínez Montañés

El trazado es obra de Martínez Montañés que se comprometió a construirlo en contrato firmado el 6 de noviembre de 1621, terminándolo en 1625. Está formado por un banco, tres calles más dos entrecalles separadas con columnas y tres cuerpos. Tiene unas dimensionesde 11 x 8,70 metros.
- Banco. En el centro del banco se encuentra el sagrario flanqueado por dos pequeñas tallas de San Pedro y San Pablo. En los laterales se sitúan sendas puertas rectangulares de madera policromada decoradas con roleos vegetales y jarrones con flores, en una inscripción puede leerse que fueron realizadas en el año 1722.

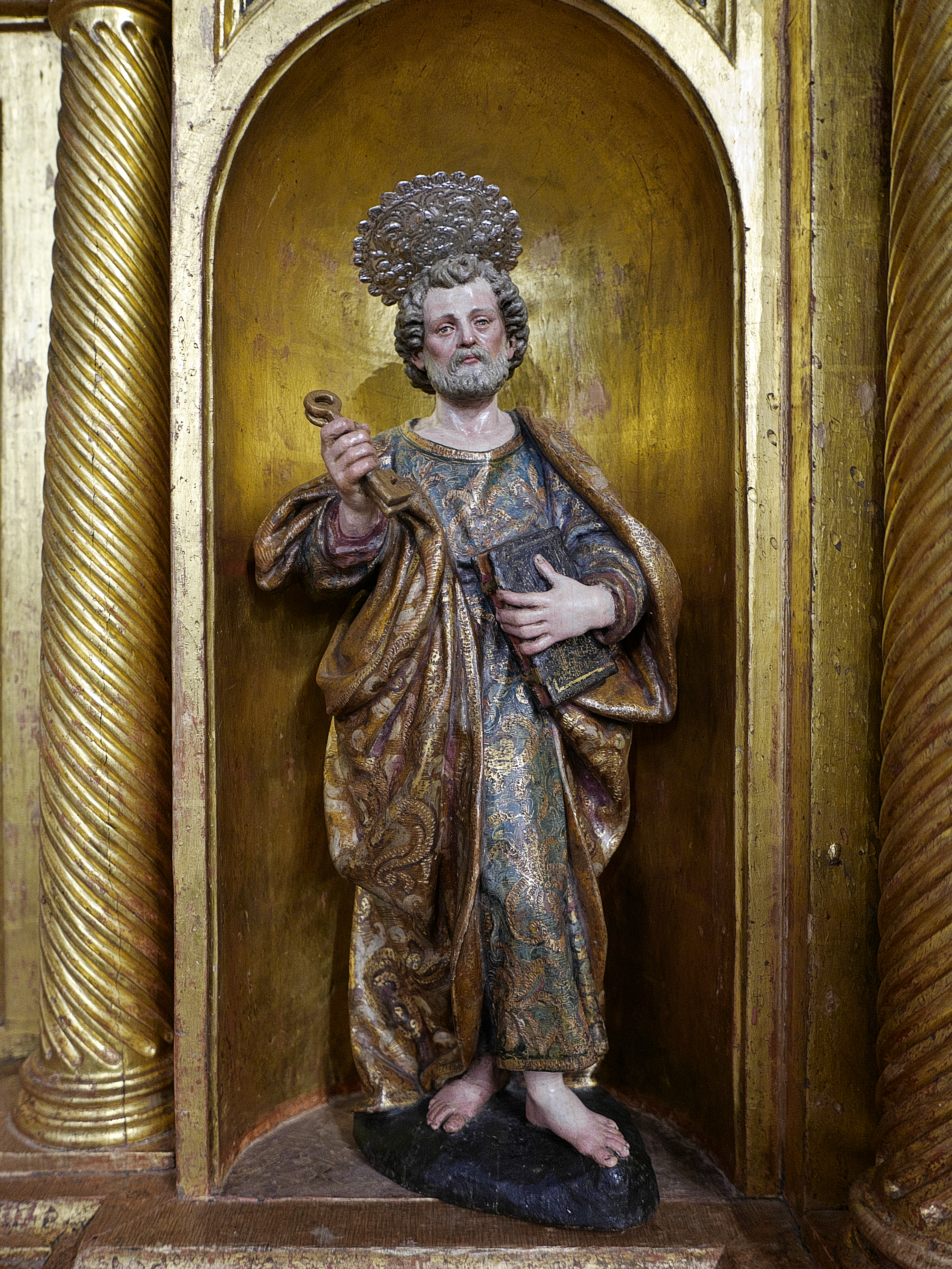
San Pedro, imagen de pequeño tamaño situada junto al sagrario.

- Primer cuerpo. La figura central del retablo es Santa Clara, extraordinaria obra de Martínez Montañés fechada entre 1621 y 1623, se representa a esta santa vistiendo el hábito de la orden, portando un manto recogido sobre la cintura con el brazo izquierdo, entre las manos sostiene una custodia con la Sagrada Forma. Flanquean a Santa Clara las tallas de dos santos franciscanos enmarcadas por columnas estriadas, San Buenaventura y San Antonio, el primero portando sus atributos, la maqueta de una iglesia en la mano izquierda y la pluma en la derecha y el segundo con un libro en el brazo izquierdo sobre el que se apoya el Niño Jesús que le toca la cara y una vara de azucenas en el derecho.

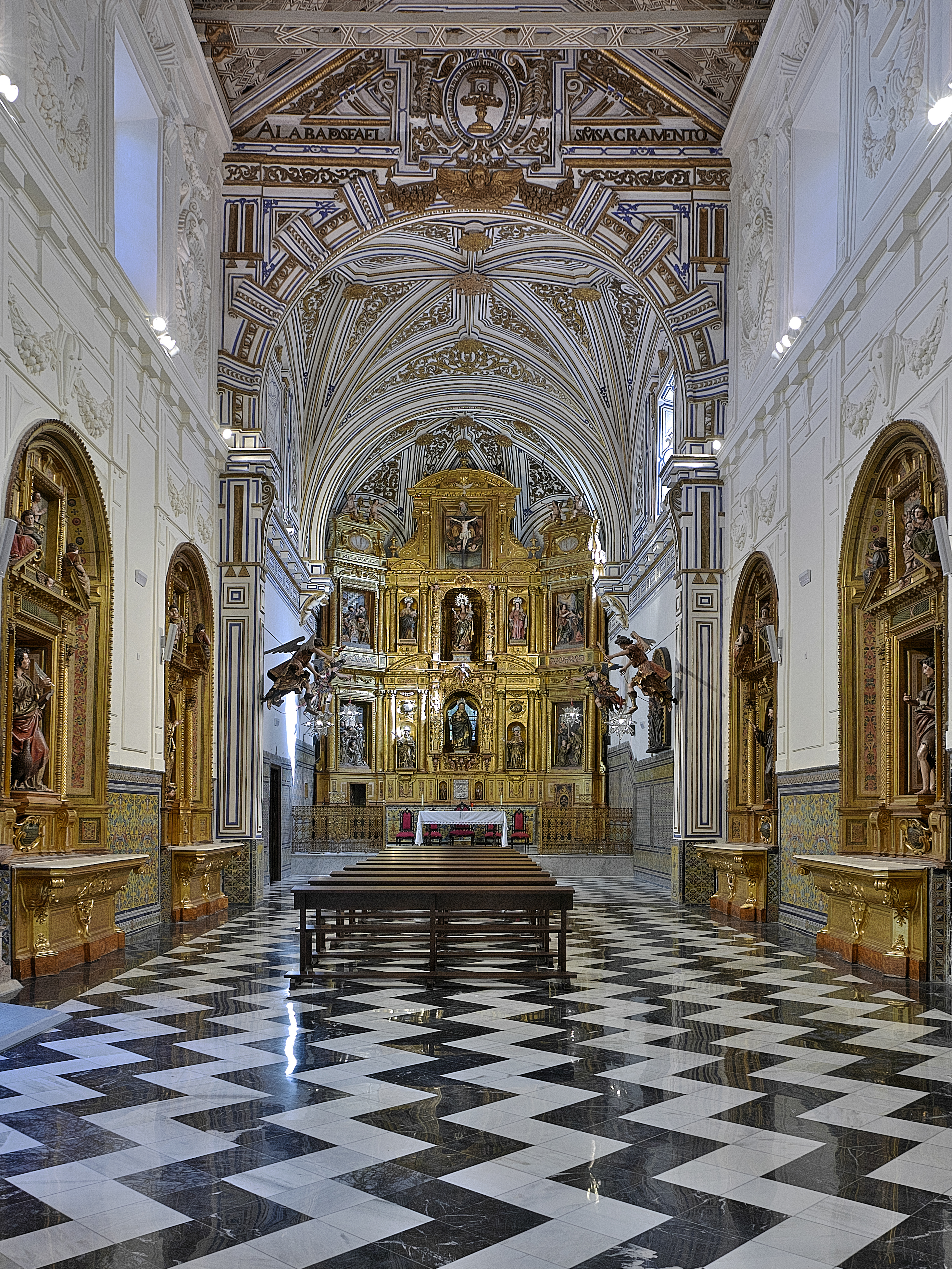
Nave de la iglesia.

- En el segundo cuerpo, la figura central situada por encima de Santa Paula es la Virgen con el Niño, con la advocación del Rosario, imagen de autor desconocido fechada alrededor de 1650 que se incorporó al retablo en la reforma que se realizó en 1722. La Virgen viste una túnica y un manto que recoge con la mano izquierda, está mano sostiene también  al Niño Jesús,  mientras que la derecha porta un cetro. Flanquean a la  Virgen del Rosario las tallas de Santa Inés que sostiene en sus manos el Cordero místico y Santa María Magdalena que se representa portando un pomo de perfume.[9]
- En el ático se representan a las tres personas de la Santísima Trinidad. La escultura de Cristo crucificado está dispuesta sobre una cruz arbórea de 90 x 75 cm, encima de la cual está representando Dios Padre y más arribar el Espíritu Santo en forma de paloma. Rematan la escena  parejas de ángeles sobre las calles laterales con las alas desplegadas. Este conjunto fue realizado por Martínez Montañés entre 1621 y 1623.

#### Relieves

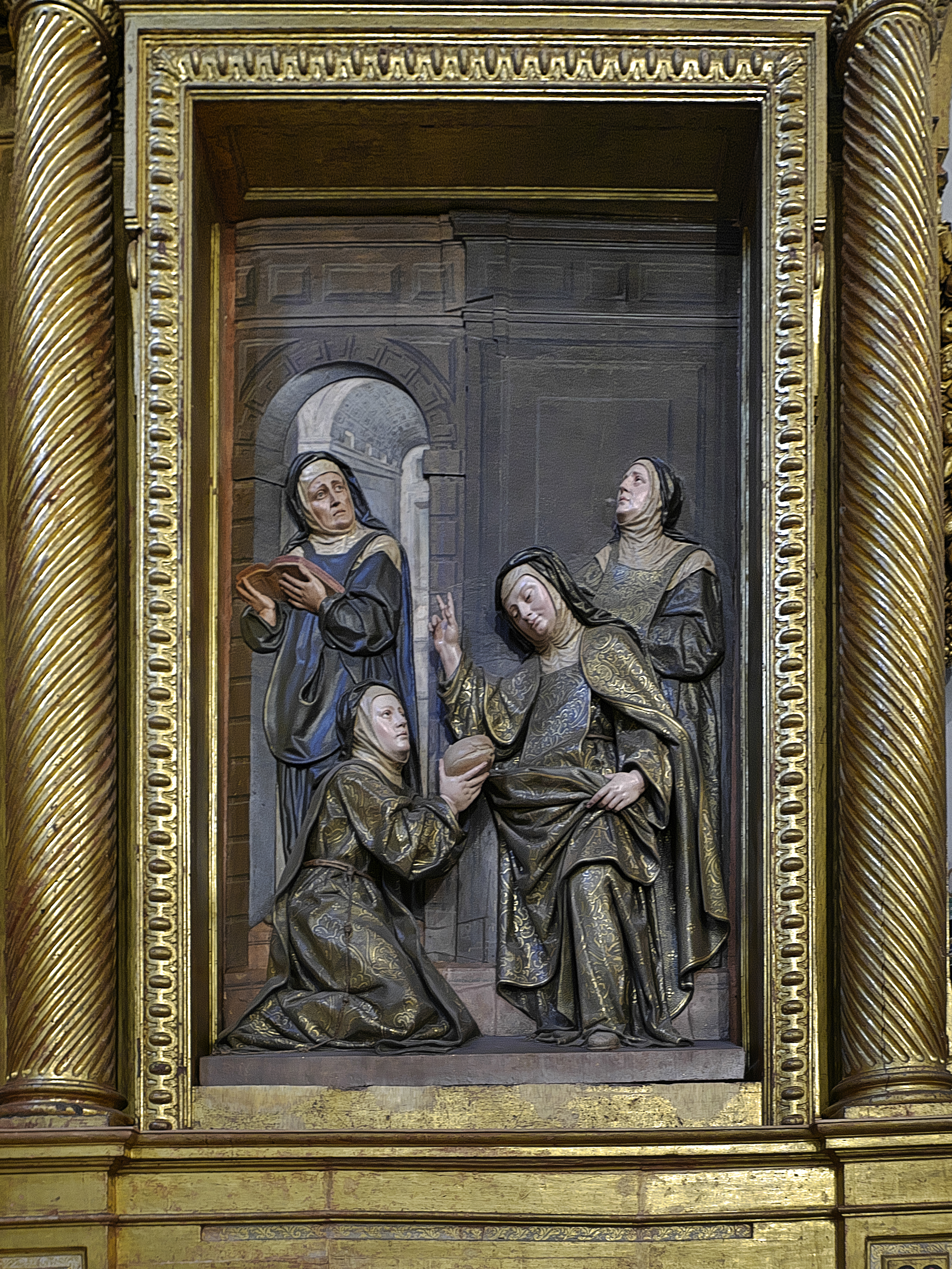
Relieve del milagro de la multiplicación del pan

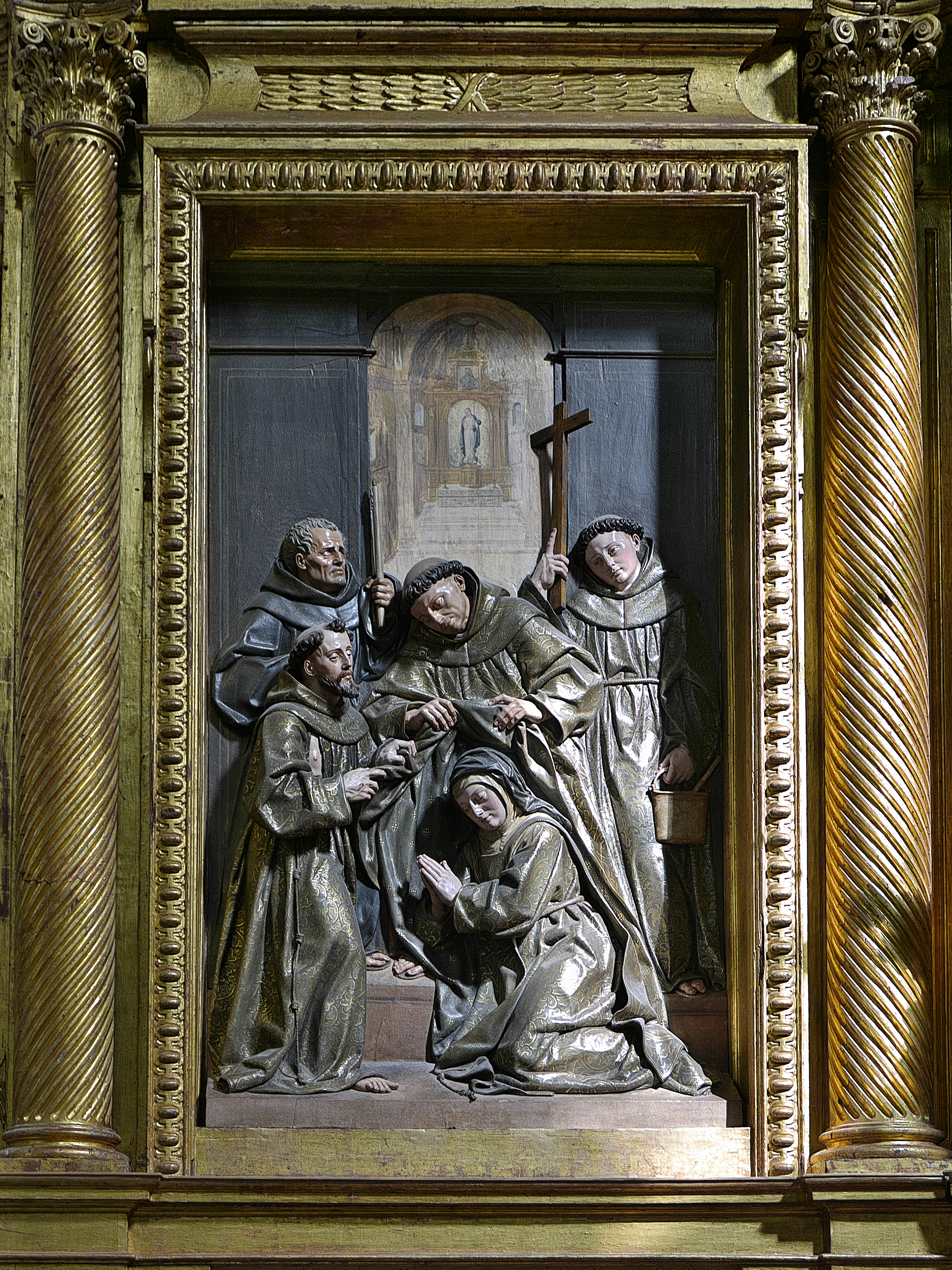
Imposición del hábito a Santa Clara

En los extremos del retablo se sitúan cuatro relieves que representan diferentes escenas, fueron realizados por Martínez Montañés, cada uno de ellos mide aproximadamente 159 x 114 x 24 cm.
- Relieve de La Anunciación. Es de madera de cedro y representa a la Virgen arrodillada y sobre ella en una nube el arcángel San Gabriel.

- Relieve de la Natividad del Señor. Se representa a la Virgen arrodillada mientras levanta una sabana que cubre al Niño Jesús. Completan la escena San José, un pastor arrodillado, un ángel, la mula y el buey.[9]

- Relieve de imposición del hábito a Santa Clara. Se representa la escena en que Santa Clara deja la casa de sus padres y es recibida por San Francisco y sus frailes en la Porciúncula, abandonando el mundo para ingresar en el convento.[9]

- Bendición del pan. En esta escena Santa Clara de pie bendice un pan que le presenta una religiosa arrodillada. Refleja la situación de escasez en el convento y como Santa Clara, gracias a la oración, obró el milagro de multiplicar el pan para sustentar a toda la comunidad.

### Retablos laterales
En los muros laterales se ubican cuatro retablos más pequeños, dos a cada lado. Las trazas son de Martínez Montañés, fueron ejecutados entre 1621 y 1625, con la colaboración de sus discípulos y de Francisco de Ocampo.

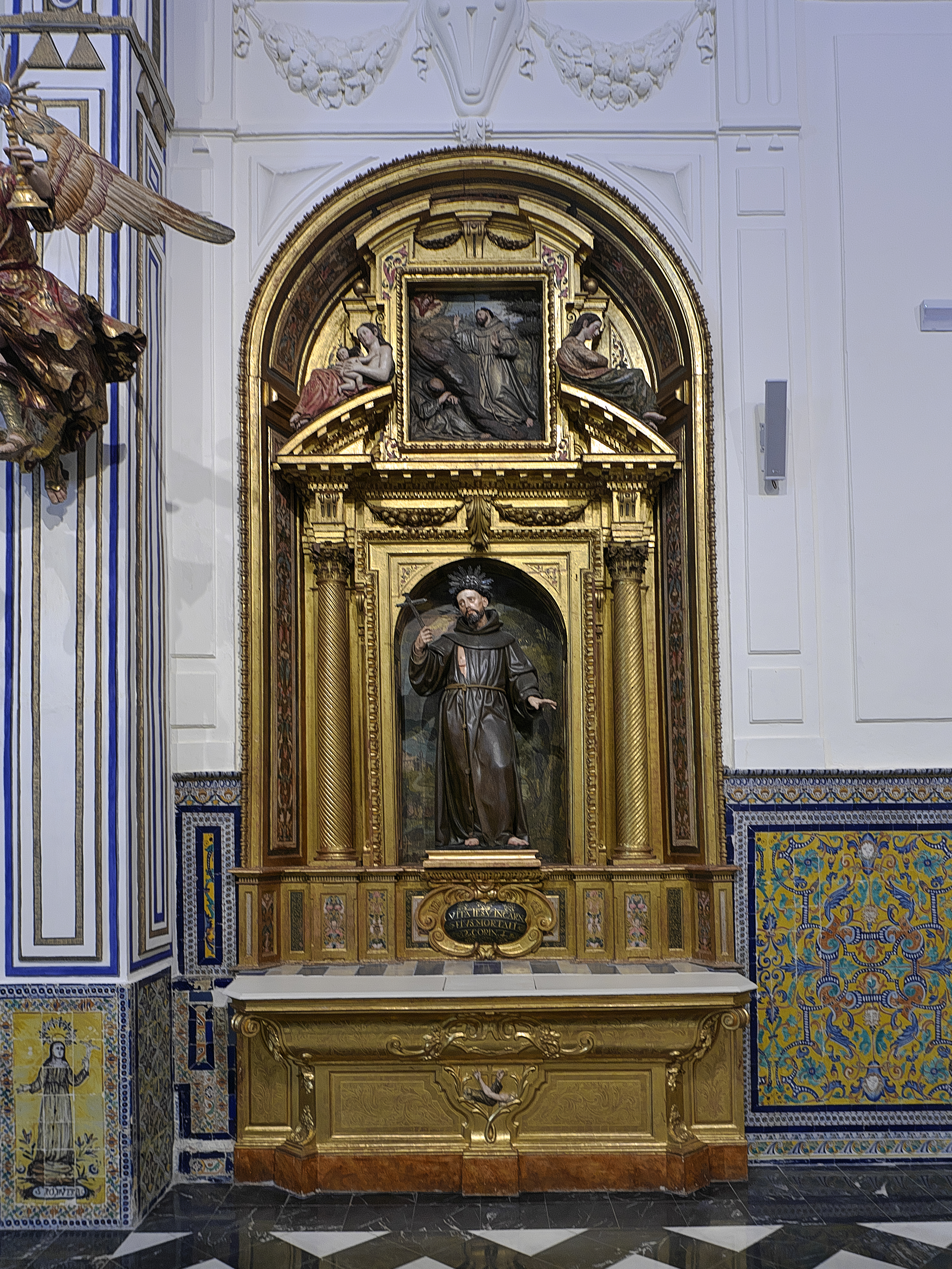
Retablo de San Francisco de Asís.

- Retablo de San Francisco de Asís. San Francisco está representado de pie con el hábito su Orden. Su mirada penetrante está dirigida hacia un crucifijo de plata que sostiene con la mano derecha, mientras que la mano izquierda indica silencio dirigiendo la palma hacia el suelo. En el ático se representa la escena de la estigmatización en el monte Alverna, cuando mientras estaba orando se le apareció un ángel de seis alas clavado en la Cruz.

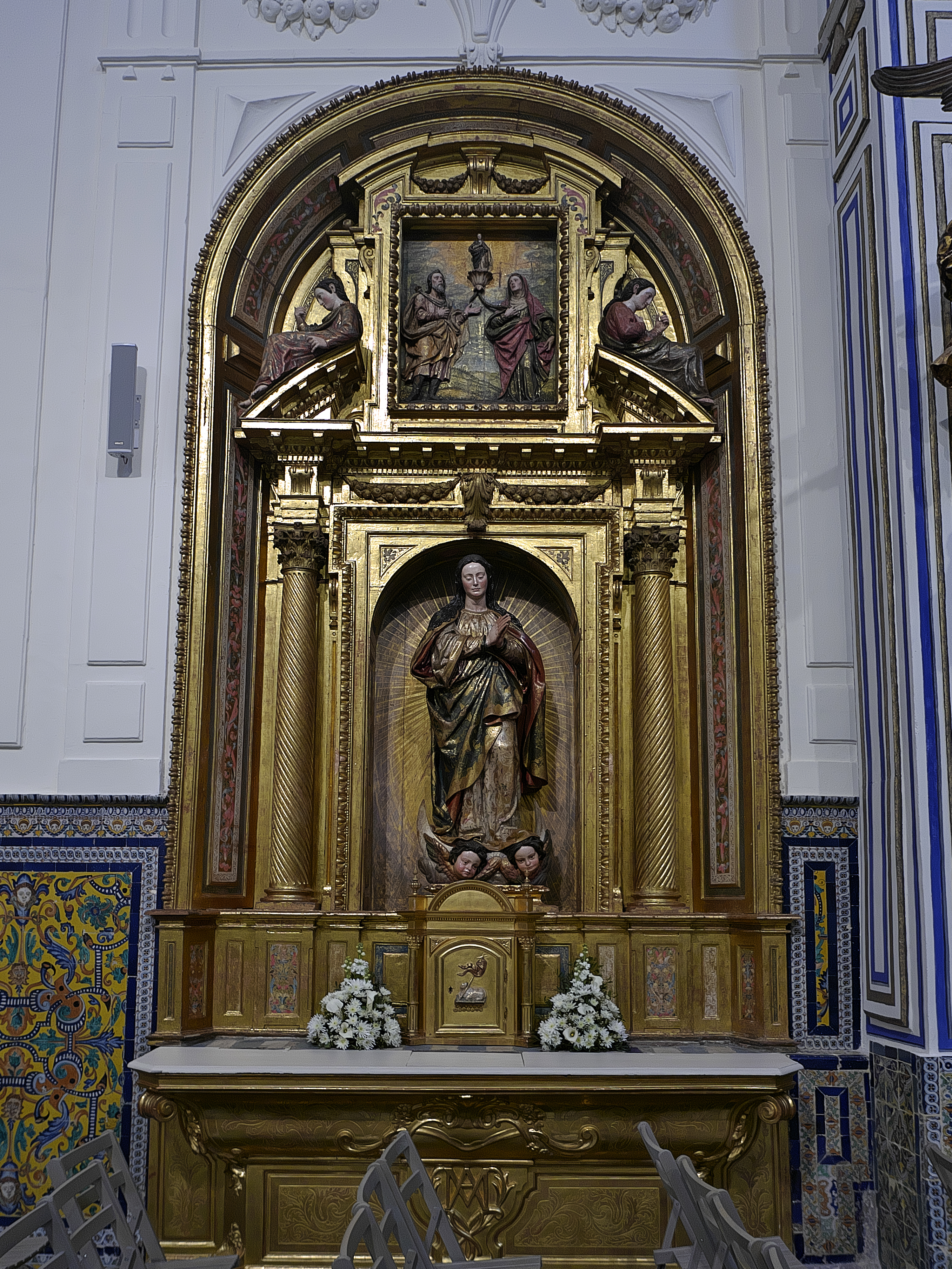
Retablo de la Inmaculada Concepción

- Retablo de la Inmaculada. Está representada con un paisaje vegetal de fondo. La Virgen aparece sobre un trono de nubes con dos cabezas de angelitos y una media luna con los extremos hacia arriba.
- Retablo de San Juan Evangelista. Fue realizado por Martínez Montañes entre 1621 y 1626, el santo se representa de pie, vistiendo túnica y manto que recoge el brazo izquierdo. La mano derecha sustenta una pluma y la izquierda un libro abierto, abajo a la derecha puede verse un águila que es su atributo. El ático fue tallado por Francisco de Ocampo en 1633 y en el se representa al santo dentro de una tina que descansa sobre unas brasas.
- Retablo de San Juan Bautista. Tiene unas dimensiones de 443 x 284 x 82 cm y fue realizado por Martínez Montañés entre 1621 y 1626. San Juan Bautista se representa de pie vistiendo una túnica de piel cubierta por un manto rojo, con la mano izquierda sustenta un libro cerrado. En el ático, realizado por Francisco de Ocampo, se representa a San Juan arrodillado mientras vierte agua sobre la cabeza de Jesús valiéndose de una concha.[9]

### Sacristía
Mide 897 x 665 cm, está comunicada con la iglesia por una puerta.  Sus muros están cubiertos de azulejos de arista realizados en el siglo  XVI. El techo es un artesonado de madera del siglo XVI. En el centro de la estancia se ubica una columna de mármol y por encima un cimacio del siglo XVIII con cuatro pinturas murales.

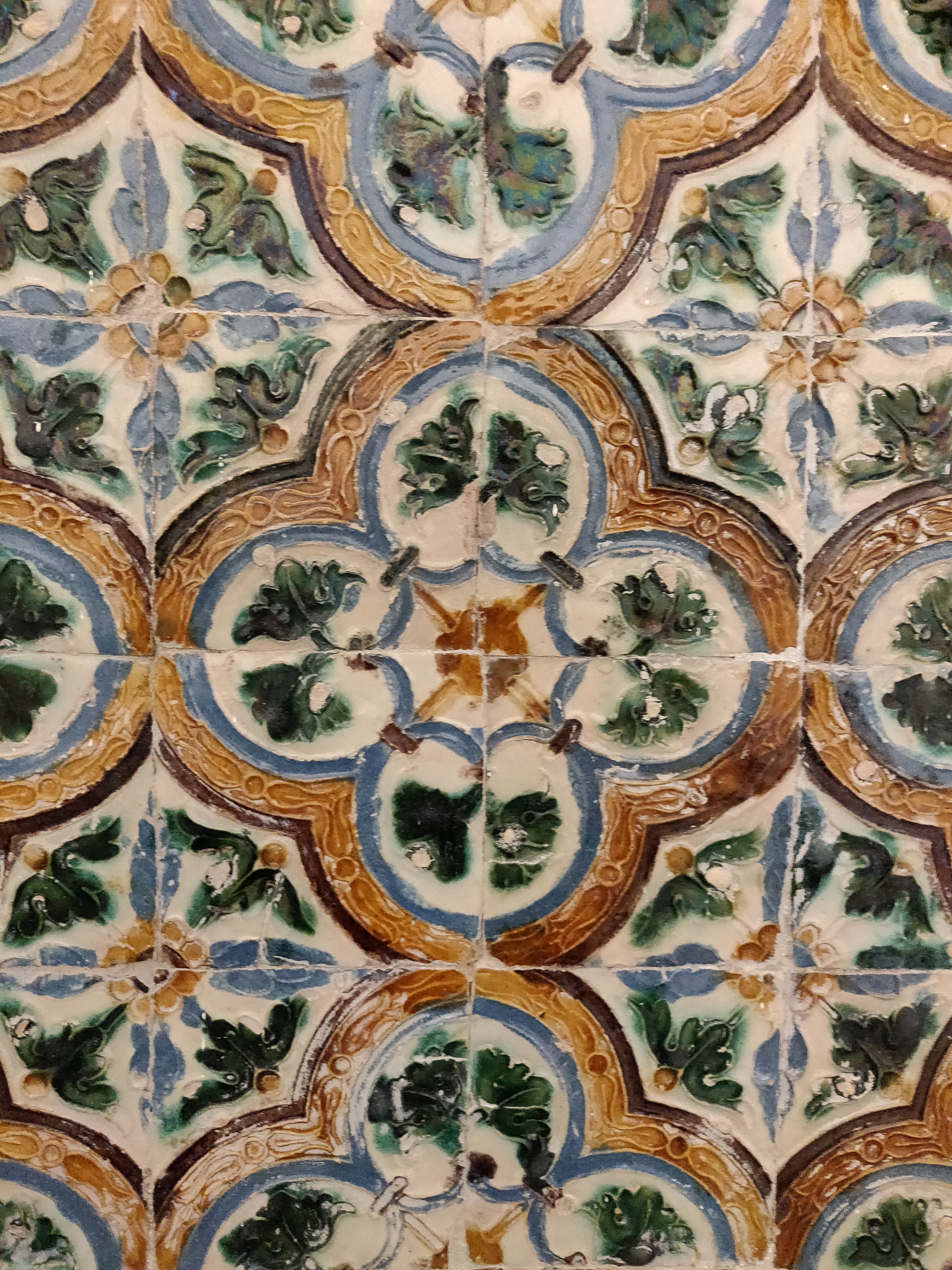
Azulejos de arista de la sacristía.

### Coro bajo
Tiene forma rectangular, está cubierto por un artesonado del siglo  XVI y separado del templo por una doble reja de hierro forjado.

### Coro alto
Destaca la sillería que está formada por treinta y nueve sitiales distribuidos a lo largo de las paredes laterales, fue realizada entre 1593 y 1594. El fondo de los asientos, el respaldo  y los paneles laterales están ornamentados con dibujos geométricos formados por la combinación de diferentes tipos de madera.